# Notaulacella albitarsis
Notaulacella albitarsis är en tvåvingeart som beskrevs av Curtis Williams Sabrosky 1994. Notaulacella albitarsis ingår i släktet Notaulacella och familjen fritflugor.
Artens utbredningsområde är Panama. Inga underarter finns listade i Catalogue of Life.